# Semaeopus filiferata
Semaeopus filiferata är en fjärilsart som beskrevs av Walker 1862. Semaeopus filiferata ingår i släktet Semaeopus och familjen mätare. Inga underarter finns listade i Catalogue of Life.